# Pataecus
Pataecus is een monotypisch geslacht van straalvinnige vissen uit de familie van indianenvissen (Pataecidae).

## Soort
- Pataecus fronto Richardson, 1844